# National League 2024-2025 (Inghilterra)
La National League 2024-2025, conosciuta anche con il nome di Vanarama National League per motivi di sponsorizzazione, è la 46ª edizione del campionato inglese di calcio di quinta divisione, nonché la 21º con il formato attuale.

## Squadre partecipanti
| Squadra              | Città                | Stadio                          | Stagione precedente                         |
| -------------------- | -------------------- | ------------------------------- | ------------------------------------------- |
| Aldershot Town       | Aldershot            | Recreation Ground               | 8º posto in National League                 |
| Altrincham           | Altrincham           | Moss Lane                       | 4º posto in National League                 |
| Barnet               | Londra (High Barnet) | The Hive Stadium                | 2º posto in National League                 |
| Boston United        | Boston               | York Street                     | 6º posto in National League North, promosso |
| Braintree Town       | Braintree, Essex     | Cressing Road                   | 5º posto in National League South, promosso |
| Dagenham & Redbridge | Londra (Dagenham)    | Victoria Road                   | 15º posto in National League                |
| Eastleigh            | Eastleigh            | Ten Acres                       | 13º posto in National League                |
| Ebbsfleet United     | Northfleet           | Stonebridge Road                | 19º posto in National League                |
| Forest Green Rovers  | Nailsworth           | The New Lawn                    | 24º posto in EFL League Two                 |
| Fylde                | Wesham               | Mill Farm Sports Village        | 18º posto in National League                |
| Gateshead            | Gateshead            | Gateshead International Stadium | 6º posto in National League                 |
| Halifax Town         | Halifax              | The Shay                        | 7º posto in National League                 |
| Hartlepool United    | Hartlepool           | Victoria Park                   | 12º posto in National League                |
| Maidenhead United    | Maidenhead           | York Road                       | 14º posto in National League                |
| Oldham Athletic      | Oldham               | Boundary Park                   | 10º posto in National League                |
| Rochdale             | Rochdale             | Spotland Stadium                | 11º posto in National League                |
| Solihull Moors       | Solihull             | Damson Park                     | 5º posto in National League                 |
| Southend United      | Southend-on-Sea      | Roots Hall                      | 9º posto in National League                 |
| Sutton United        | Londra (Sutton)      | Gander Green Lane               | 23º posto in EFL League Two                 |
| Tamworth             | Tamworth             | The Lamb Ground                 | 1º posto in National League North           |
| Wealdstone           | Londra (Ruislip)     | Grosvenor Vale                  | 16º posto in National League                |
| Woking               | Woking               | Kingfield Stadium               | 17º posto in National League                |
| Yeovil Town          | Yeovil               | Huish Park                      | 1º posto in National League South           |
| York City            | York                 | York Community Stadium          | 20º posto in National League                |

## Classifica
|  | Pos. | Squadra         | Pt  | G  | V  | N  | P  | GF | GS | DR  |
|  | ---- | --------------- | --- | -- | -- | -- | -- | -- | -- | --- |
|  | 1.   | Barnet          | 102 | 46 | 31 | 9  | 6  | 97 | 38 | +59 |
|  | 2.   | York City       | 96  | 46 | 29 | 9  | 8  | 95 | 42 | +53 |
|  | 3.   | Forest Green    | 83  | 46 | 22 | 17 | 7  | 69 | 42 | +27 |
|  | 4.   | Rochdale        | 74  | 46 | 21 | 11 | 14 | 69 | 44 | +25 |
|  | 5.   | Oldham Athletic | 73  | 46 | 19 | 16 | 11 | 64 | 48 | +16 |
|  | 6.   | Halifax Town    | 70  | 46 | 19 | 13 | 14 | 50 | 46 | +4  |
|  | 7.   | Southend Utd    | 68  | 46 | 17 | 17 | 12 | 59 | 48 | +11 |
|  | 8.   | Gateshead       | 67  | 46 | 19 | 10 | 17 | 76 | 68 | +8  |
|  | 9.   | Altrincham      | 64  | 46 | 17 | 13 | 16 | 68 | 62 | +6  |
|  | 10.  | Tamworth        | 64  | 46 | 17 | 13 | 16 | 65 | 72 | -7  |
|  | 11.  | Hartlepool Utd  | 60  | 46 | 14 | 18 | 14 | 59 | 62 | -3  |
|  | 12.  | Sutton Utd      | 60  | 46 | 15 | 15 | 16 | 59 | 64 | -5  |
|  | 13.  | Eastleigh       | 59  | 46 | 14 | 17 | 15 | 58 | 61 | -3  |
|  | 14.  | Solihull Moors  | 58  | 46 | 16 | 10 | 20 | 61 | 67 | -6  |
|  | 15.  | Woking          | 58  | 46 | 13 | 19 | 14 | 52 | 59 | -7  |
|  | 16.  | Aldershot Town  | 57  | 46 | 14 | 15 | 17 | 69 | 83 | -14 |
|  | 17.  | Braintree Town  | 56  | 46 | 15 | 11 | 20 | 51 | 59 | -8  |
|  | 18.  | Yeovil Town     | 56  | 46 | 15 | 11 | 20 | 51 | 60 | -9  |
|  | 19.  | Boston Utd      | 55  | 46 | 15 | 10 | 21 | 54 | 67 | -13 |
|  | 20.  | Wealdstone      | 53  | 46 | 13 | 14 | 19 | 56 | 76 | -20 |
|  | 21.  | Dag & Red       | 52  | 46 | 12 | 16 | 18 | 61 | 62 | -1  |
|  | 22.  | Maidenhead Utd  | 52  | 46 | 14 | 10 | 22 | 57 | 75 | -18 |
|  | 23.  | Fylde           | 40  | 46 | 11 | 7  | 28 | 50 | 85 | -35 |
|  | 24.  | Ebbsfleet Utd   | 22  | 46 | 3  | 13 | 30 | 38 | 98 | -60 |

Legenda:
      Promosso in EFL League One 2025-2026.
  Ammesso ai play-off.
      Retrocesso in National League North 2025-2026/ National League South 2025-2026.
Regolamento:
Tre punti a vittoria, uno a pareggio, zero a sconfitta.
In caso di arrivo di due o più squadre a pari punti, la graduatoria verrà stilata secondo i seguenti criteri:
- differenza reti
- maggior numero di gol segnati
- classifica avulsa
- maggior numero di vittorie
- maggior numero di gol segnati in trasferta
- fair play
- spareggio

## Play-off

### Tabellone
|  | Quarti di finale | Quarti di finale   | Quarti di finale |                 |       | Semifinali   | Semifinali | Semifinali |  |  | Finale | Finale | Finale |  |
|  |                  |                    |                  |                 |       |              |            |            |  |  |        |        |        |  |
|  | 5                | Oldham Athletic    | 4                |                 |       |              |            |            |  |  |        |        |        |  |
|  | 5                | Oldham Athletic    | 4                |                 |       |              |            |            |  |  |        |        |        |  |
|  | 6                | Halifax Town       | 0                |                 |       |              |            |            |  |  |        |        |        |  |
|  | 6                | Halifax Town       | 0                |                 | 2     | York City    | 0          |            |  |  |        |        |        |  |
|  |                  |                    |                  |                 | 2     | York City    | 0          |            |  |  |        |        |        |  |
|  |                  |                    | 5                | Oldham Athletic | 3     |              |            |            |  |  |        |        |        |  |
|  |                  |                    |                  | Oldham Athletic | 3     |              |            |            |  |  |        |        |        |  |
|  |                  |                    |                  |                 |       |              |            |            |  |  |        |        |        |  |
|  |                  |                    |                  |                 |       |              |            |            |  |  |        |        |        |  |
|  |                  | 5                  | Oldham Athletic  | 3               |       |              |            |            |  |  |        |        |        |  |
|  |                  |                    |                  |                 |       |              |            |            |  |  |        |        |        |  |
|  |                  |                    | 7                | Southend Utd    | 2     |              |            |            |  |  |        |        |        |  |
|  | 4                | Rochdale           | 7                | Southend Utd    | 2     | 3            |            |            |  |  |        |        |        |  |
|  | 4                | Rochdale           |                  |                 |       |              |            |            |  |  |        |        |        |  |
|  | 7                | Southend Utd (dts) | 4                |                 |       |              |            |            |  |  |        |        |        |  |
|  | 7                | Southend Utd (dts) | 4                |                 | 3     | Forest Green | 2 (2)      |            |  |  |        |        |        |  |
|  |                  |                    |                  |                 | 3     | Forest Green | 2 (2)      |            |  |  |        |        |        |  |
|  |                  |                    | 7                | Southend Utd    | 2 (4) |              |            |            |  |  |        |        |        |  |

#### Quarti di finale
|                 | Risultati |              | Luogo e data             |
| --------------- | --------- | ------------ | ------------------------ |
| Oldham Athletic | 4-0       | Halifax Town | Oldham, 14 maggio 2025   |
| Rochdale        | 3-4 (dts) | Southend Utd | Rochdale, 15 maggio 2025 |
|                 |           |              |                          |

#### Semifinali
|              | Risultati     |                 | Luogo e data               |
| ------------ | ------------- | --------------- | -------------------------- |
| York City    | 0-3           | Oldham Athletic | York, 20 maggio 2025       |
| Forest Green | 2-2 (2-4 dtr) | Southend Utd    | Nailsworth, 21 maggio 2025 |
|              |               |                 |                            |

#### Finale
|                 | Risultati |              | Luogo e data           |
| --------------- | --------- | ------------ | ---------------------- |
| Oldham Athletic | 3-2 (dts) | Southend Utd | Londra, 1° giugno 2025 |
|                 |           |              |                        |